# Проплиопитеки
Проплиопитеки (лат. Propliopithecus) — род вымерших приматов из семейства Propliopithecidae. Жили в нижнем олигоцене на территории северной Африки.

## Описание
Найдена только одна нижняя челюсть представителя этого рода. Её обнаружили в окрестностях города Эль-Файюм (Египет) в 1911 году вместе с нижней челюстью парапитека, считающегося предшественником проплиопитеков. Морфология зубов сближает этих обезьян с ныне живущими гиббонами, но они сильно уступают последним по размерам тела, в длину около 40 см. Исследование моделей сколов зубов у Propliopithecus ankeli, Propliopithecus chirobates, Apidium phiomense, Aegyptopithecus zeuxis, Catopithecus browni и Parapithecus grangeri из Фаюмской депрессии свидетельствует о преимущественно мягком фруктовом рационе исследованных приматов.
Кладограмма 2019 года:

|  | \| \| Aegyptopithecus \| \| \| \| \| \| Propliopithecus \| \| \| \| |
|  |                                                                     |
|  | Moeripithecus                                                       |
|  |                                                                     |
|  | Aegyptopithecus                                                     |
|  |                                                                     |
|  | Propliopithecus                                                     |
|  |                                                                     |

|  | Aegyptopithecus |
|  |                 |
|  | Propliopithecus |
|  |                 |

## Родство
Обычно проплиопитеков считают предками дриопитеков, плиопитеков и гиббонов.